# ميلكور رودريغيز غارسيا
ميلكور رودريغيز غارسيا هو ماتادور وسياسي إسباني، ولد في 30 مايو 1893 في إشبيلية في إسبانيا، وتوفي في 14 فبراير 1972 في مدريد في إسبانيا. انتخب عمدة مدريد (28 مارس 1939 – 28 مارس 1939).